# Agostino Benedettelli
Agostino Benedettelli (Todi, 1795 – Macerata, 1868) è stato un architetto italiano.

## Biografia
Agostino Benedettelli nacque a Todi nel 1795. Tra il 1819 ed il 1826 ottenne la patente per esercitare la professione di architetto. Nel 1827 è documentato come agrimensore presso la Delegazione di Macerata.
Dal 1830 iniziò a lavorare stabilmente nella città marchigiana, ricevendo incarichi sia privati sia pubblici. Nel 1839 fornì i disegni per la casa Calisti, mentre nel 1841 realizzò la Loggia del Grano, destinata a borsa per il commercio del grano e della seta, sull’area della chiesa di Santa Maria del Suffragio, distrutta da un incendio nel 1832. L’edificio ospita oggi i Dipartimenti di Scienze Politiche, Comunicazione e Relazioni internazionali dell’Università degli Studi di Macerata.
Nel 1842 progettò la facciata neoclassica della Chiesa di San Giorgio e negli anni successivi fu coinvolto in interventi di ristrutturazione di palazzi storici, tra cui il Palazzo Narducci Boccaccio (1853). Nel 1854 firmò il progetto della facciata della Basilica di Santa Maria della Misericordia e seguì un restauro del Teatro Lauro Rossi, che comportò la trasformazione del quarto ordine di palchi in loggione.
Nel 1857 gli fu affidato il progetto di sistemazione della Porta Romana di Macerata, in seguito alla rinuncia dell’architetto Ireneo Aleandri. L’intervento prevedeva la demolizione della precedente Porta Boncompagna e la costruzione di due edifici gemelli ai lati di una cancellata, completati nel 1871.
Oltre alla professione di architetto ed ingegnere comunale, Benedettelli ricoprì incarichi amministrativi, come quello di segretario o ingegnere alla Regia Università di Macerata tra il 1862 ed il 1866. Tra le altre opere attribuitegli vi è il primo chiostro del cimitero cittadino.
Nel corso della sua carriera progettò numerose altre opere minori, tra edifici pubblici e privati, che contribuirono a definire il volto ottocentesco di Macerata. Morì in città nel 1868.

## Galleria d'immagini

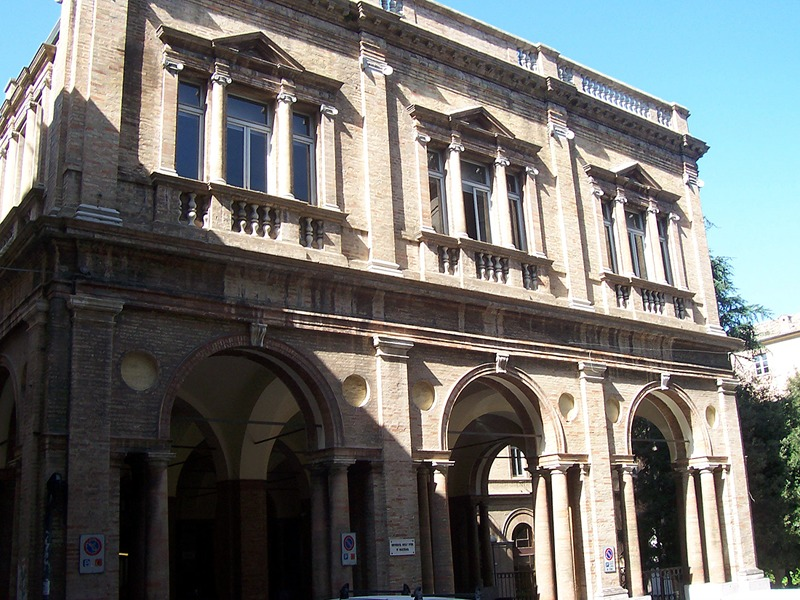
La Loggia del Grano di Benedettelli (1841), oggi sede Universitaria.
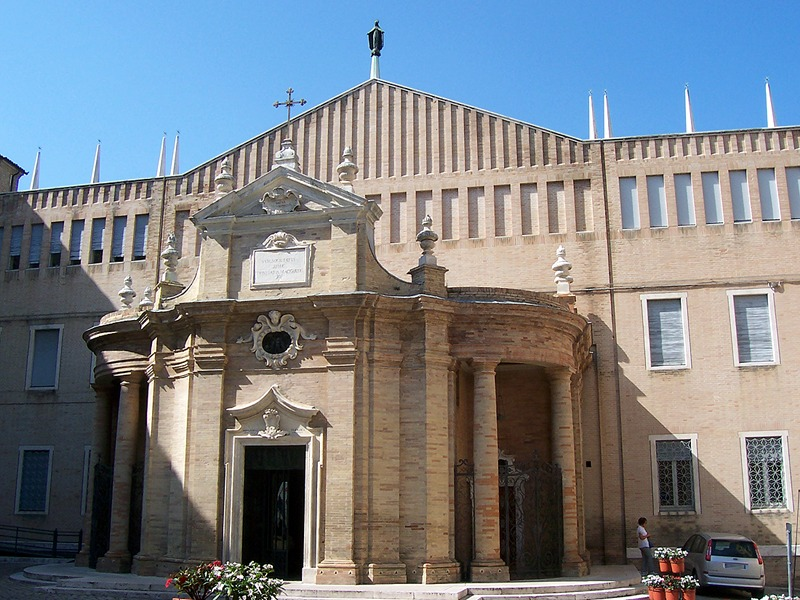
Facciata della Basilica di Santa Maria della Misericordia, progettata da Benedettelli; il santuario è tra i principali luoghi di culto cittadini.
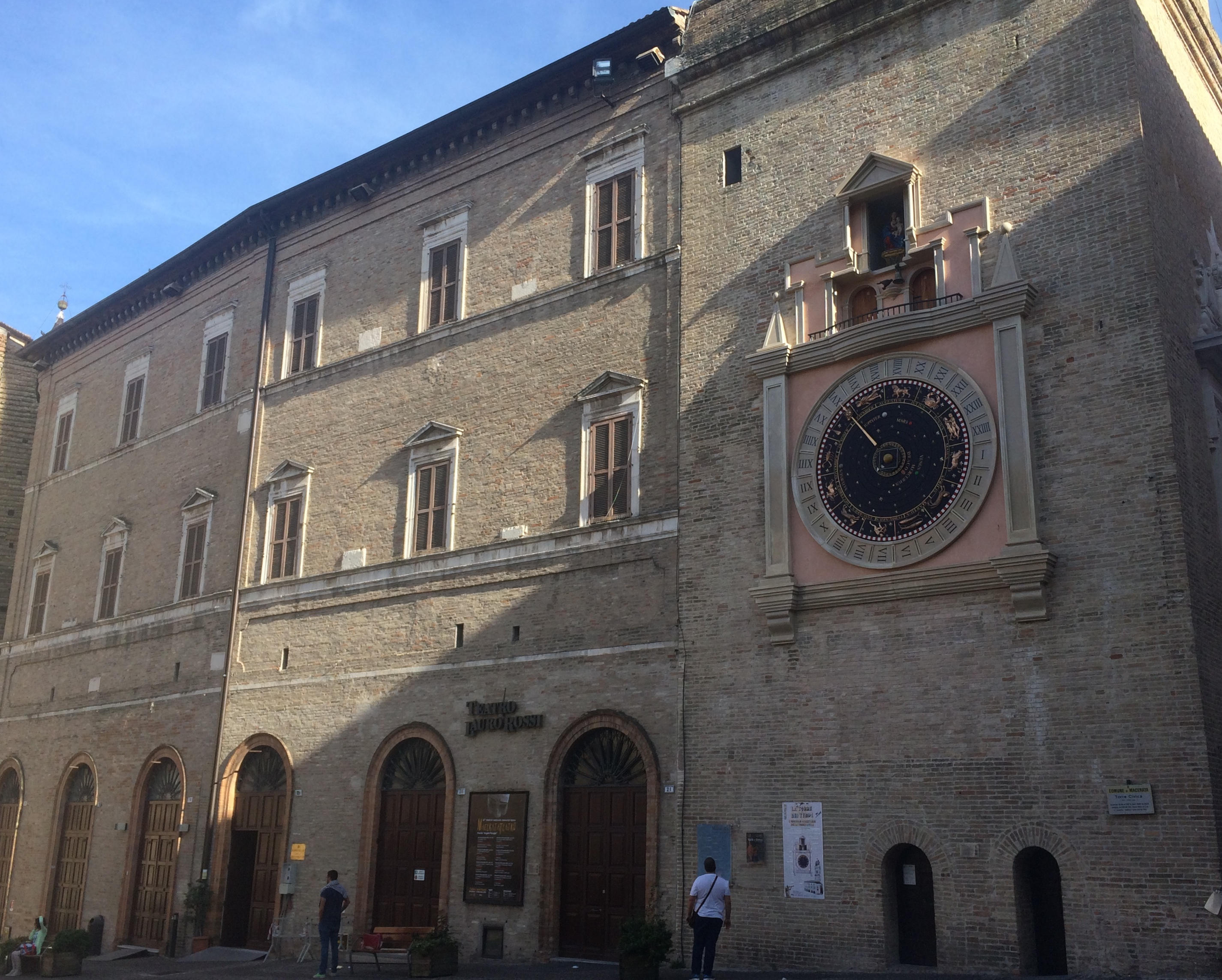
La facciata del Teatro Lauro Rossi, restaurata da Benedettelli tra il 1854 ed il 1855.
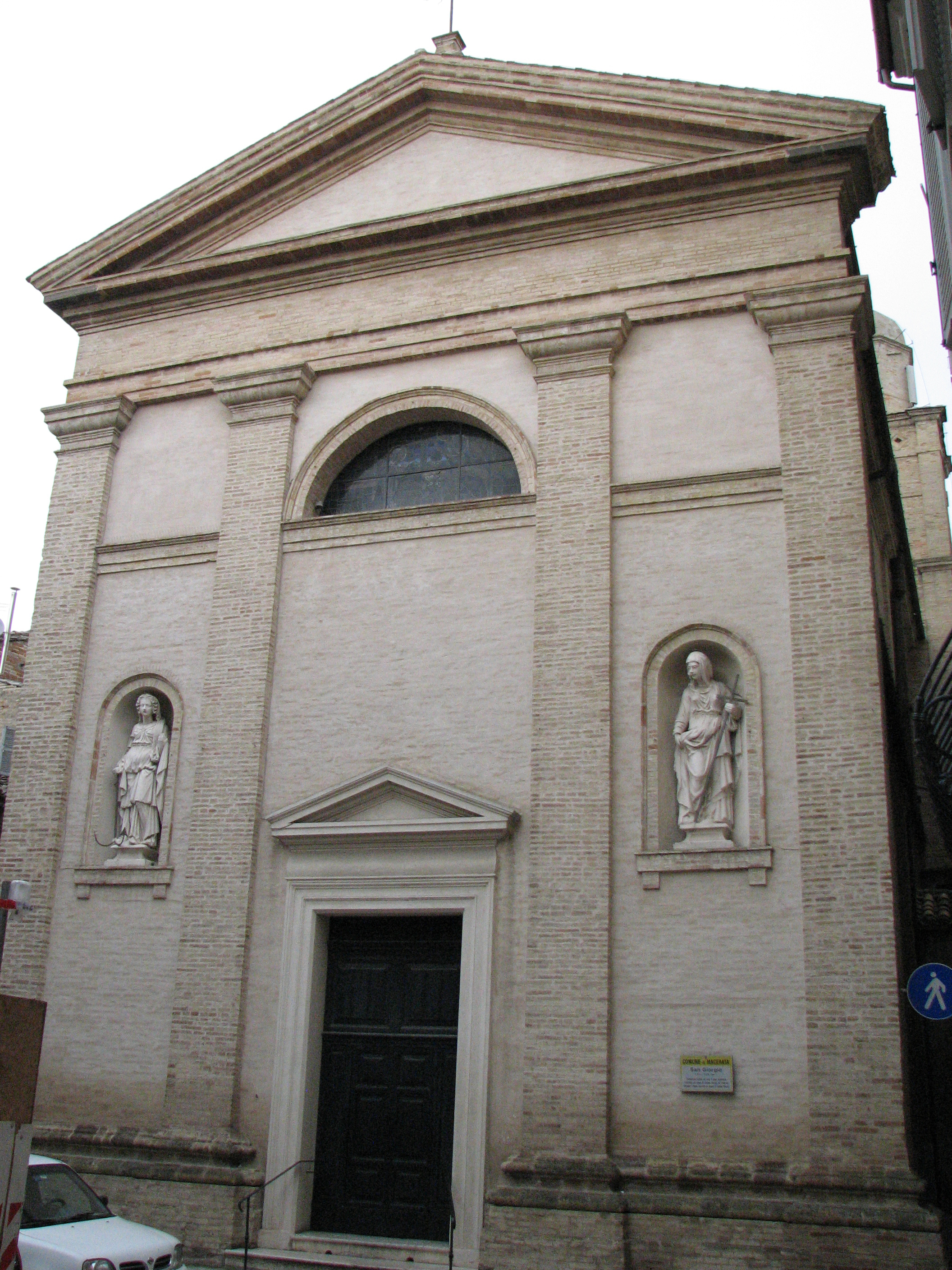
La facciata neoclassica della Chiesa di San Giorgio, opera di Benedettelli (1842), caratterizzata da lesene giganti e timpano triangolare.